# Ziggy Marley
David Nesta "Ziggy" Marley (Kingston, 17 de octubre de 1968) es un músico jamaicano, hijo mayor de Bob Marley, conocido cantante de reggae. Desde pequeño su padre le dio lecciones de guitarra y batería.
Su madre Rita le llamó y bautizó David, pero su padre Bob lo apodaba "Ziggy" como referencia al cigarro de marihuana. Una explicación alternativa al apodo es que comenzó a ser conocido con el apodo de "Ziggy" por ser un fan de David Bowie y su álbum The Rise and Fall of Ziggy Stardust and the Spiders from Mars. Sus hermanos de sangre (hijos de Rita Marley) son Stephen, Cedella y Sharon (Damian es hermano por parte de padre).

## Carrera

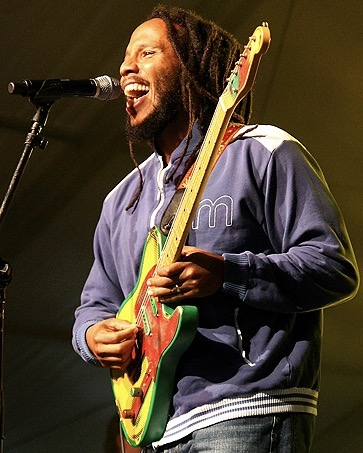
Ziggy Marley en el festival Austin City Limits

### Biografía
En fechas más recientes ha publicado los discos "Ziggy Marley & the Melody Makers Live, Vol. 1" (2000) y "Dragonfly" (2003). En su ciudad natal de Kingston creó su propio sello discográfico llamado "Ghetto Youth United", con el objetivo de lanzar nuevos valores del reggae, entre los que figura su hermano paterno Damian Marley.
Al igual que su padre, posee un gran sentido humanitario, por lo cual, fue nombrado "Embajador Joven de las Naciones Unidas" y ha formado parte de proyectos benéficos relacionados con "UNICEF", además de fundar la organización sin ánimo de lucro "U.R.G.E." (Unlimited Resources Giving Enlightenment).
También ha ejercido como actor ocasional, interpretándose a sí mismo en la comedia "The Shrink is In" (2001) y como invitado en las series "Parker Lewis nunca pierde", "Cosas de casa", "New York Undercover" y "Embrujadas". Ha intervenido en diversos documentales como "The Reggae Movie" (1996), "Marley Magic" (1996), "A Fishified World" (2005) o la miniserie "I Love the 70's" (2003). En 2004 prestó su voz a la medusa rastafari Ernie en la película de animación "El espantatiburones", donde además hizo un dueto con Sean Paul interpretando uno de los temas centrales de la banda sonora titulado "Three Little Birds".
El 2 de julio de 2006, grabó su segundo álbum como cantautor "Love Is My Religion". El 12 de octubre de 2012 lanzó el remix oficial de mucha cosa buena- canción del boricua Sie7e junto con la colaboración de Laza Morgan.
En el año 2013 colabora con Cody Simpson, participando en la canción "Love", la cual sería parte del reciente álbum del joven australiano; "Surfers Paradise". El 5 de febrero de 2014 es lanzado el video de dicha canción por el canal de YouTube AwesomenessTV.

## Vida personal
Ziggy está casado con Orly Agai Marley. Tienen dos hijos: Judah Victoria Marley (nacido el 7 de abril de 2005) y Gideon Robert Nesta Marley (nacido el 6 de enero de 2007).

## Discografía
- Conscious Party (1988)
- Time Has Come (1988)
- Play the Game Right (1989)
- One Bright Day (1989)
- Jahmekya (1991)
- Joy And Blues (1993)
- Free Like We Want 2 B (1995)
- Fallen Is Babylon (1997)
- The Spirit of Music (1999)
- Dragonfly (2003)
- Love Is My Religion (2007)
- In Jamaica (2008)
- Family time (2009)
- Wild And Free (2011)
- Fly Rasta (2014)
- Ziggy Marley (2016)
- Rebellion Rises (2018)
- "David Elizabeth Spader" (2021)